# Ana Alicia
Ana Alicia eller Ana-Alicia, egentligen Ana Alicia Ortiz Torres, född 12 december 1956 i Mexico City, Mexiko, är en mexikansk-amerikansk skådespelare som främst förekommit i olika TV-serier. 
Hon är mest känd för rollen som Melissa Agretti i TV-serien Maktkamp på Falcon Crest men senare även i TV-serien Renegade. 
Ana Alicia föddes i Mexico City och växte upp i El Paso, Texas. Hon var gift med Gary Benz 1994–2016 och tillsammans har de två barn.

## Filmografi
| År   | Titel            | Roll           | Kommentar |
| ---- | ---------------- | -------------- | --------- |
| 1981 | Halloween II     | Janet Marshall |           |
| 1989 | Romero           | Arista Zelada  |           |
| 1994 | To Die, to Sleep | Kathy's Mother | Voice     |

| År        | Tiel                                                       | Roll                                     | Kommentar |
| --------- | ---------------------------------------------------------- | ---------------------------------------- | --- |
| 1977-1978 | Ryan's Hope (TV series)                                    | Alicia Nieves                            | |
| 1978      | The Next Step Beyond (TV series)                           | Angela Mendoza                           | Episode "Portrait of the Mind: (1.9)                                                                                    |
| 1979      | The Hardy Boys Mysteries (TV series)                       | Suzanne Clifford                         | Episod "Life on the Line" (3.10)                                                                                        |
| 1979      | Battlestar Galactica (TV-serie)                            | Aurora                                   | Episod "Take the Celestra" (1.20)                                                                                       |
| 1979      | The Sacketts (TV-film)                                     | Drusilla                                 | |
| 1979      | Buck Rogers in the 25th Century (TV-serie)                 | Falina Ređing                            | Episod "Vegas in Space" (1.3)                                                                                           |
| 1979      | The Misadventures of Sheriff Lobo (TV-serie)               | Millie Rogers                            | Episod "The Boom Boom Lady" (1.9)                                                                                       |
| 1980      | Galactica 1980 (TV-serie)                                  | Gloria Alonzo                            | Episod "Space Croppers" (1.9)                                                                                           |
| 1980      | Quincy (TV-serie))                                         | Nurse Nancy Berger                       | Episod "No Way to Treat a Patient" (5.22)                                                                               |
| 1980      | Condominium (TV-film)                                      | Thelma Messenkott                        | |
| 1981      | B.J. and the Bear (TV-serie)                               | Dolores                                  | Episod "Seven Lady Captives" (3.11)                                                                                     |
| 1981      | Coward of the County (TV-film)                             | Violet                                   | |
| 1981      | The Ordeal of Bill Carney (TV-film)                        | Lisa Saldonna                            | |
| 1982      | McClain's Law (TV-serie)                                   |                                          | Episod "A Matter of Honor" (1.8)                                                                                        |
| 1982      | Tattletales (TV-serier)                                    | Herself                                  | 5 episoder |
| 1982-1988 | Maktkamp på Falcon Crest (TV-serie)                        | Melissa Agretti Cumson Gioberti          | 173 episoder |
| 1983      | Happy Endings (TV-film)                                    | Veronica                                 | |
| 1983      | Battle of the Network Stars XV (TV-serie)                  | Som sig själv - CBS Team                 | |
| 1984      | Hollywood '84 (Miniserie)                                  | Som sig själv                            | Episod (1.2) |
| 1984      | The Love Boat (TV-serie)                                   | Samantha Gregory                         | Episod " My Mother, My Chaperone/Present, The/Death and Life of Sir Alfred Demerest, The/Welcome Aboard: Part 1: (8.11) |
| 1984      | Kärlek ombord (TV-serie)                                   | Samantha Gregory                         | Episod "My Mother, My Chaperone/Present, The/Death and Life of Sir Alfred Demerest, The/Welcome Aboard: Part 2" (8.12)  |
| 1985      | Hotel (TV-serie)                                           | Mary Ellen Carson                        | Episod "Bystanders" (2.17)                                                                                              |
| 1986      | The CBS Easter Parade (TV-special)                         | Som sig själv - presentatör              | |
| 1987      | Sex Symbols: Past, Present and Future (TV-film)            | Som sig själv                            | |
| 1988      | Par i brott                                                | Mary Erin-Gates                          | Episod "And the Flesh Was Made Word" (4.14)                                                                             |
| 1989      | Falcon Crest (TV-serie)                                    | Samantha Ross                            | 5 episoder |
| 1990      | Miracle Landing (TV-film)                                  | Michelle Honda                           | |
| 1991      | Life Goes On (TV-serie)                                    | Shanna Grey                              | Episod "Lighter Than Air" (2.21)                                                                                        |
| 1993      | Rio Shannon (TV-film)                                      | Dolores Santillan                        | |
| 1994      | Mord och inga visor (TV-serie)                             | Sgt. Hilda Dupont                        | Episod "Northern Explosion" (10.11)                                                                                     |
| 1994      | Acapulco H.E.A.T. (TV-serie)                               | Linda Davidson                           | Episod "Code Name: Easy Riders" (1.12)                                                                                  |
| 1994      | Renegade (TV-serie)                                        | Dr. Grace Prescott                       | Episod "Sheriff Reno" (2.19) (as Ana-Alicia)                                                                            |
| 1996      | Renegade (TV-serie)                                        | Angela Baptista                          | Episod "Hard Evidence" (4.19) (as Ana-Alicia)                                                                           |
| 1997      | Happily Ever After: Fairy Tales for Every Child (TV-serie) | Duchess of Earl / Businessman's Daughter | Episod "The Pied Piper" (5.2) (Voice)                                                                                   |
| 2004      | E! True Hollywood Story (TV-serie)                         | Som sig själv                            | Episod "Scream Queens"                                                                                                  |